# Ranterejo
Ranterejo is een bestuurslaag in het regentschap Kebumen van de provincie Midden-Java, Indonesië. Ranterejo telt 1400 inwoners (volkstelling 2010).